# رونالدو برييتو
رونالدو برييتو (بالإسبانية: Ronaldo Prieto)‏ هو لاعب كرة قدم مكسيكي في مركز الدفاع، ولد في 3 مارس 1997 في سانتياغو توكستلا في المكسيك. لعب مع تيبورونيس روخوس دي فيراكروز.